# Il pellegrino appassionato
Il pellegrino appassionato (The Passionate Pilgrim) è una raccolta di venti poesie pubblicate nel 1599 e attribuite in parte a William Shakespeare. Sebbene il frontespizio riporti la dicitura "By W. Shakespeare", non è infatti accertato che tutte siano frutto del lavoro del drammaturgo inglese.
Con lo stesso titolo Giuseppe Antonio Borgese compose una raccolta di novelle nel 1933.